# Chocenická velká skála
Chocenická velká skála (559 m n. m.) je kóta a skalní útvar východně od obce Chocenice v okrese Plzeň-jih. Nachází se v Přírodním parku Buková hora – Chýlava. Vede k ní odbočka ze zelené turistické trasy, která začíná v Blovicích a dále pokračuje na Bukovou horu a končí v Srbech.
Na západním úpatí se v 50. letech těžila uranová ruda.